# 가미타카이군

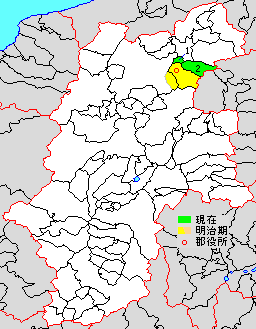
가미타카이군의 위치

가미타카이군(일본어: 上高井郡, かみたかいぐん)은 일본 나가노현 북동부의 군이다.
인구 16,733명, 면적 117.68km², 인구밀도 142명/km².(2025년 3월 1일, 추계인구)
이하 1정 1촌으로 구성된다
- 오부세정(小布施町)
- 다카야마촌(高山村)

## 군역
1879년 행정 구역으로 발족 당시의 군역은 위의 1정 1촌 외에 스자카시 및 나가노시의 일부를 더한 구역에 해당한다.

## 역사
- 1879년 1월 4일 - 군구정촌 편제법이 나가노현에서 시행되면서, 다카이군의 일부 구역으로 가미타카이군이 발족.

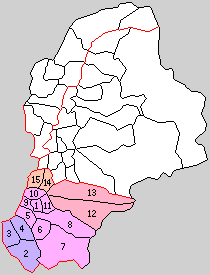
1.스자카정 2.호시나촌 3.가와다촌 4.와타우치촌 5.이노우에촌 6.다카호촌 7.니레이촌 8.고야마촌 9.히노촌 10.도요스촌 11.히타키촌 12.다카이촌 13.야마다촌 14.쓰스미촌 15.오부세촌 (보라:나가노시 분홍:스자카시 등색:오부세정 빨강:다카야마촌)

- 1889년 4월 1일 - 정촌제 시행으로, 아래의 정촌이 발족. 따료 적은 경우 외는 현 스자카시.(1정 14촌)
  - 스자카정(須坂町)
  - 호시나촌(保科村)], 가와다촌(川田村), 와타우치촌(綿内村): 현 나가노시
  - 이노우에촌(井上村)
  - 다카호촌(高甫村)
  - 니레이촌(仁礼村)
  - 고야마촌(小山村)
  - 히노촌(日野村)
  - 도요스촌(豊洲村)
  - 히타키촌(日滝村)
  - 다카이촌(高井村), 야마다촌(山田村): 현 다카야마촌
  - 쓰스미촌(都住村), 오부세촌(小布施村): 현 오부세정
- 1892년 1월 29일 - 고야마촌이 개칭으로 도요오카촌(豊丘村)이 됨.
- 1922년 7월 1일 - 도요오카촌의 일부가 스자카정에 편입.
- 1936년 12월 1일 - 히타키촌이 스자카정에 편입.(1정 13촌)
- 1954년
  - 2월 1일 - 오부세촌이 정제 시행으로 오부세정(小布施町)이 됨.(2정 12촌)
  - 2월 11일 - 스자카정·도요스촌·히노촌이 합병하여, 새로이 스자카정이 발족.(2정 10촌)
  - 4월 1일 - 스자카정이 시제 시행으로 스자카시(須坂市)가 되어, 군에서 이탈.(1정 10촌)
  - 11월 1일 - 오부세정·쓰스미촌이 합병하여, 새로이 오부세정이 발족.(1정 9촌)
- 1955년 1월 1일(1정 6촌)
  - 이노우에촌·다카호촌이 스자키시에 편입.
  - 도요오카촌·니레이촌이 합병하여, 아즈마촌(東村)이 발족.
- 1956년 9월 30일 - 다카이촌·야마다촌이 합병하여, 다카야마촌(高山村)이 발족.(1정 5촌)
- 1959년 4월 1일 - 가와다촌·호시나촌·와타우치촌이 합병하여, 와카호정(若穂町)이 발족.(2정 2촌)
- 1966년 10월 16일 - 와카호정이 나가노시·시노노이시·사라시나군 가와나카지마정·신코촌·고호쿠촌·하니시나군 마쓰시로정·가미미노치군 나니아이촌과 합병하여, 새로이 나가노시(長野市)가 발족, 군에서 이탈.(1정 2촌)
- 1971년 4월 30일 - 아즈마촌이 스자키시에 편입.(1정 1촌)

## 같이 보기
- 다카이군
- 시모타카이군